# 賽普勒斯的夏洛特
賽普勒斯的夏洛特（英語：Charlotte, Queen of Cyprus，1444年6月28日—1487年7月16日），賽普勒斯女王，1458年至1463年在位。

## 婚姻
1456年，夏洛特與科英布拉的若昂結婚，兩人沒有子女。
若昂於1457年去世。1459年，夏洛特與薩伏伊的路易結婚，兩人沒有子女。